# Heyuan
Heyuan è una città a livello di prefettura della provincia cinese del Guangdong.
È stata fondata con l'approvazione del consiglio di stato della Repubblica popolare cinese il 7 gennaio del 1988.
Heyuan è situata nel nord est della provincia. È il luogo di presenza più significativa della minoranza Hakka nel Guangdong. Il suo territorio confina ad est con la città di Meizhou, a sud est con Shanwei, a sud con Huizhou, ad ovest con Shaoguan, e a nord con la provincia del Jiangxi. La parte settentrionale del suo territorio è uno snodo viario importante nell'asse Guangdong-Nord.
L'area complessiva è di 15478 km². Secondo le stime del 2008, la popolazione raggiungeva la quota di 3.489.800.
Durante il periodo degli Zhou orientali apparteneva agli Yue.